# Candice Accola
Candice Rene Accola (King) (n. 13 mai 1987, Houston, Texas, SUA) este o actriță și cântăreață americană. A devenit populară datorită rolului Caroline Forbes din Jurnalele Vampirilor ,  The Originals   si  Legacies.

## Biografie
Candice Rene Accola s-a născut în Houston, Texas, dar a crescut în Edgewood și a învățat la Lake Highland Preparatory School.
Tatăl ei, Kevin este chirurg, iar mama sa, Carolyn, a fost inginer și acum e casnică. Ambii părinți sunt membrii activi ai Partidului Republican din Florida. Are un frate mai mic.

### Viața personală
În 2010 s-a întâlnit cu partenerul său de filmări Steven R. McQueen.În 2011-2012 s-a întâlnit cu Zach Roerig.Din 2012 se întâlnește cu Joe King cu care s-a logodit în mai 2013 și s-a căsătorit în octombrie 2014.A divorțat de el 8 ani mai târziu, în 2022

## Cariera
Candice a apărut în filme ca: Juno și On the Doll și în seriale ca: Supernatural și Greek, dar rolul Caroline Forbes din Jurnalele Vampirilor a făcut-o renumită.În afară de actorie, Candice se ocupă și cu muzica. Albumul ei de debut a fost realizat în decembrie 2006 și a avut un mare succes în Japonia.